# Catharanthus roseus
     A Catharanthus roseus (L.) G. Don ou vinca é uma planta ornamental originária de Madagascar, que foi amplamente cultivada em diversos países,  inclusive no Brasil, se distribuindo por todas as regiões tropicais e subtropicais. O seu principal uso na jardinagem se deve a sua inflorescência característica, que ocorre, principalmente, nos mês de novembro. A coloração e simplicidade das flores atraem os cultivadores.
Com 30 a 50 cm de altura, é uma planta herbácea perene, ou seja, de pequeno porte e com um longo ciclo de vida, sem queda de suas folhas ao longo do ano. A dispersão da espécie pode ser por semente ou por meio de seus ramos, raízes ou folhas, denominados popularmente como estacas. Além disso, sua germinação ocorre com facilidade e em ambientes escuros, sobrevive bem em solos arenosos e sob pleno sol, sendo pouco exigente em água. 
Morfologicamente, a C. roseus apresenta folhas elípticas, semelhantes à ponta de uma lança, de coloração verde escura brilhante e glabras, isto é, sem a presença de tricomas, bem como com nervuras peninérvias. A sua filotaxia é oposta cruzada e apresenta inflorescência terminal, ou seja, no ápice do ramo com apenas uma ou duas flores tubulares de corola hipocrateriforme (tubo alongado) e de coloração rosa ou branca. 
Somado a isso, a vinca possui frutos do tipo folículo, que são secos, com sementes escuras e pequenas. 
Além do seu caráter ornamental, as suas características mais utilizadas atualmente são devidas a alta concentração de importantes alcaloides em suas estruturas que possuem fins farmacológicos com compostos ativos importantes para o tratamento oncológico. Concomitantemente, a C. roseus também possui propriedades tóxicas e alucinógenas, sendo muito usual na medicina tradicional indiana, denominada Ayurveda. 
A planta Catharanthus roseus possui mais de 90 alcaloides em sua composição. Entre eles está a vincristina e a vimblastina. Os diversos alcaloides derivados de C. roseus possuem estruturas semelhantes, porém a toxicidade e a atividade são diferentes entre si.
Vincristina é classificada como um agente antimitótico que atua especificamente durante a mitose e a interfase, inviabilizando a divisão mitótica durante a metáfase ao se ligar a tubulina. Com isso, impede a polimerização e a formação de microtúbulos do feixe mitótico. Além disso, interfere na síntese proteica e de ácidos nucléicos, bloqueando a utilização do ácido glutâmico. Ela é utilizada no tratamento de diversos tipos de tumores sólidos e hematológicos como: câncer de mama, linfomas não-Hodgkin, linfoma Hodgkin, leucemia aguda, e como coadjuvante no tratamento de rabdomiossarcoma, neuroblastoma e nefroblastoma. 
Somado a isso, a vimblastina também é classificada como antimitótico induzindo a despolarização de microtúbulos. Ela é mais efetiva no tratamento de câncer de testículos, bexiga, linfoma, mama ou sarcoma de Kaposi e cérvico-uterino.
Apesar de seu papel importante no tratamento de neoplasias, a principal limitação do uso da vincristina é sua neurotoxicidade periférica, desencadeando neuropatias sensoriais, motoras e/ou autonômica e a neutropenia associada aos alcalóides da vinca corresponde à toxicidade dose limitante. Por esses motivos, e na tentativa de melhor aproveitar os benefícios da C. roseus, a espécie passou por processos biotecnológicos referentes ao metabolismo secundário e, além disso, alguns derivados semissintéticos dos alcaloides ativos surgiram no mercado com o propósito de apresentar maior atividade terapêutica e menos efeitos tóxicos relacionados, como a vinorelbina e a vindesina.
A vinorelbina ou nor-5’-anidrovimblastina (Navelbina®), um dos derivados alcaloídicos semissintéticos da vinca, possui largo espectro de atividades antitumorais, sendo especialmente ativo no câncer de mama e carcinoma de pulmão de não-pequenas-células. Comparado com os outros alcaloides da vinca, vinorelbina se mostra mais ativo e menos neurotóxico. Trata-se de um composto altamente lipofílico que é rapidamente distribuído para tecidos periféricos do corpo.
Vindesina, ou sulfato de 4-desacetilvimblastinamida (Eldisina®), é também um derivado semissintético da vimblastina. É relatado como ativo em câncer de mama, melanoma, adenocarcinoma de pulmão e malignidades hematológicas, especialmente naquelas resistentes à vincristina. Essa interrompe a mitose de forma dose-dependente e reversível com a retirada da mesma.
Além desses compostos semissintéticos, com o advento da nanotecnologia, surgiram novos compostos como a vincristina lipossomal, que utiliza um sistema de transporte transmembranar, vincristina encapsulada em lipossomas com esfingomielina/colesterol, e um conjugado que combina a vincristina ao ácido fólico com hidrazida desacetilvimblastina. 
Como dito, os principais compostos ativos isolados da Catharantus Roseus são a vimblastina e a vincristina, alcaloides que pertencem a um grupo de moléculas determinadas alcaloides da vinca, comumente utilizadas como quimioterápicos. Essas moléculas são sintetizadas na planta a partir dos precursores catarantina e vindolina através de uma rota biossintética que permanece, em parte, desconhecida. Apesar de sua importância médica e farmacológica, a produção desses alcaloides pela planta ocorre em quantidades muito baixas e sua produção sintética enfrenta problemas de alto custo e alta complexidade na síntese, devido a necessidade de manter a estereoquímica dos compostos de modo que sua atividade anti-tumoral não seja comprometida. Devido a isso, há vários esforços para mapear a rota biossintética dos alcaloides de modo a obter uma produção satisfatória através de engenharia genética.
A vimblastina e a vincristina exercem sua função quimioterápica ao se ligarem a tubulina, impedindo a formação dos microtúbulos e portanto, interferindo no processo de formação do fuso mitótico e das fibras do cinetocoro, necessários para separação dos cromossomos durante a fase da anáfase na mitose. Tal atividade foi descoberta através de estudos que tinham como objetivo estudar supostos efeitos da planta que poderiam contribuir no controle da diabetes. Durante os estudos, foi observada queda no número de leucócitos dos animais injetados com as substâncias, devido à atividade dos fármacos em reduzir a multiplicação celular. A partir daí, foi teorizado que a vimblastina e a vincristina poderiam ser utilizadas como tratamento para cânceres relacionados aos leucócitos, como linfomas. 
Além da vinblastina e da vincristina, já foram isolados mais de 90 alcalóides da planta, a maioria derivada do indol e do dihidroindol, presentes nas folhas, raízes e caules da vinca. Entre os monômeros isolados da planta estão a catarantina, vindolina, isovindolina, ajmalicina, serpentina, aparicina, entre outros, compartilhados com outras espécies da mesma família. A catarntina e a vindolina, além de serem precursoras dos compostos ativos citados anteriormente, também são utilizadas em processos semi-sintéticos de síntese de outros fármacos que não ocorrem naturalmente, como a vinorelbina.

## Classificação

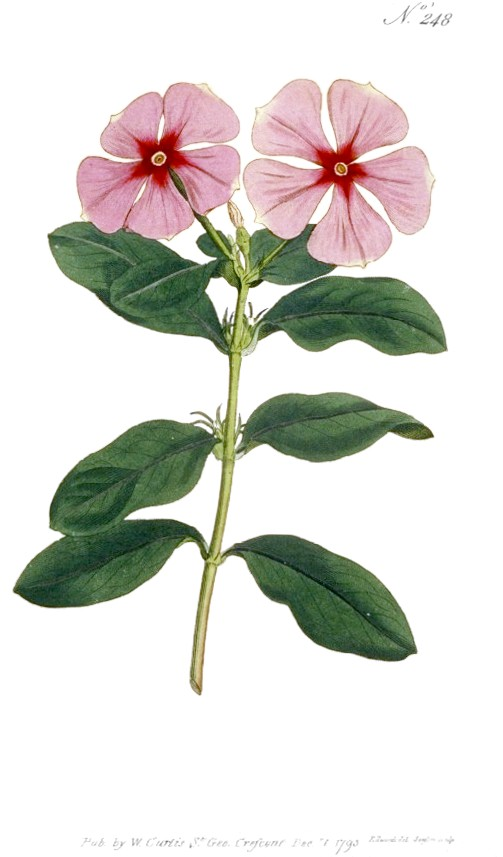
Ilustração da C. roseus (G. Don).

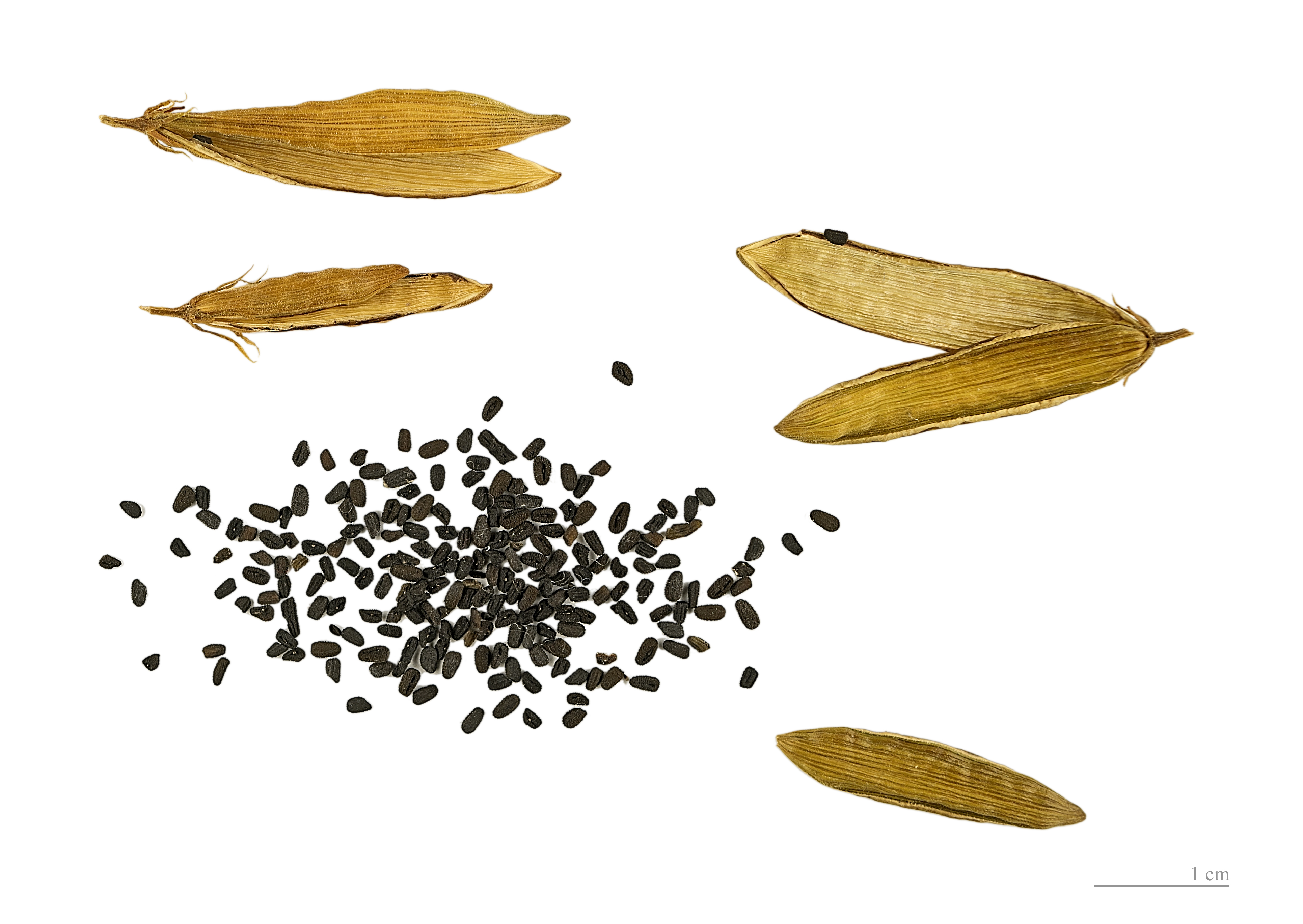
Frutos e sementes - MHNT

A vinca-de-madagáscar foi descoberta primeiramente pelos europeus, sendo denominada erroneamente de vinca ou mirta. Esse erro foi corrigido, e C. roseus foi reclassificada para gênero Catharanthus. A correta descrição e colocação taxonômica deve-se a G. Don, pesquisador que a coletou, estudou e tirou as conclusões que se tratava de uma espécie do gênero Catharanthus. C. roseus possui vários sinôminos entre eles Vinca roseua (Basinômino), Lochnera rosea e Ammocallis rosea. Pela produção de carpelos (flores e frutos completos), é considerada uma Angiosperma.

## Descrição
A C. roseus é uma planta perene, geralmente cultivada em canteiros ou jardins de flores. Em climas frios, a vinca-de-Madagáscar desenvolve um caule lenhoso, podendo crescer até um metro de altura. As folhas são brilhantes, e medem de cinco a sete centímetros de comprimento. As cinco pétalas de flores são tipicamente rosa, mas podem ser encontradas em cores vermelho, roxo e branco. Florescem melhor no verão, e como a maioria dos membros da família das Apocynaceae, esta planta pode exudar um tipo de látex leitoso. Existem várias subclassificações usadas para dividi-la, sendo tais: 
- Cooler - Ou resfriada, crescem compactadas em formato arredondado, as pétalas são sobrepostas formando uma espécie de pastel[3]
- Carpetes - Inclui plantas que medem de sete a dez cm de altura e espalham-se a sessenta cm pelo chão. São ótimas plantas para decorações.[3]
- Pretty - Ou coisa bonita, assim como as de Cooler, as Pretty são compactas e possuem muitas flores numa só planta, medem cerca de 30,5 cm de altura.[3]
- Névoa da manhã - Possui grandes flores brancas com o centro rosa.[3]
- Guarda-sol - Tem grandes flores que medem cinco cm de largura, são brancas com centro rosa. A planta mede cerca de sessenta cm de altura.[3]

## Distribuição geográfica
C. roseus é endêmica da ilha de Madagáscar, no Oceano Índico. Pode ser encontrada em quase todos os países tropicais e subtropicais do mundo. Pelo seu grande uso medicinal, C. roseus é cultivada comercialmente na Austrália, África, China, Índia e sul da Europa.
C. roseus tem sido cultivada em todo o mundo por ser uma interessante opção para decorações internas de imóveis, jardins e outros. Em Madagáscar,  C. roseus encontra-se classificada como vulnerável por sua área natural e selvagem ter decaído por causa da instalação da agricultura e da queima nas florestas. Com sua naturalização em outros países, a vinca-de-madagáscar talvez não seja ameaçada, porém em Madagáscar ela está vulnerável, segundo a União Internacional para a Conservação da Natureza (IUCN).

## Descoberta da Vimblastina
O descobridor da substancia vimblastina foi o Dr. Robert Laing Noble da Universidade de Toronto, em 1934. A descoberta da vimblastina esteve ligada ao tratamento de diabete. No ano de 1952, o Dr. Noble recebeu de seu irmão,  Dr. Clark Noble, um envelope que continha 25 folhas de C. roseus. Esse envelope de origem jamaicana, enviado por um paciente de Dr. Clark, o qual explanava que na falta da insula para diabéticos, o chá da vinca-de-Madagáscar era utilizado como substituto. Percebeu-se que as folhas tinham poucos efeitos na diminuição da glicose no sangue, mas a diminuição dos glóbulos brancos no sangue foi o que chamou a atenção do Dr. Noble, o que sugeriu na possível cura para a leucemia.
No ano de 1954 o Dr. Beer e a equipe do Dr. Noble conseguiram identificar, separar e purificar um alcaloide (que veio a ser chamado de vimblastina) que impede a multiplicação dos glóbulos brancos, o que veio a combater a leucemia. Até hoje a vimblastina é usada para o combate da leucemia, e também mistura-se com outras substância anticancerígenas, podendo a vir ser utilizada como tratamento a outros tipos de cânceres.

## Utilidades
Devido às suas propriedades fitoterapêuticas, a vinca-de-madagáscar é uma planta de muita importância. Estudos revelaram que as folhas de C. roseus contêm vários tipos de alcaloides, entre os mais importantes a vimblastina e a vincristina que são muito eficaz no tratamento de alguns cânceres, combatendo principalmente a leucemia.

### Uso para a farmacologia
Já foram encontrados mais de setenta tipos diferentes de alcaloides em C. roseus. A vincristina (extraído das flores da planta) que também é usado no tratamento de cânceres, como linfomas, Doença de Hodgkin, câncer de mama, leucemia linfocítica aguda, sarcomas de tecidos moles, mieloma múltiplo, neuroblastoma, entre outros. A extração e purificação da vimblastina e da vincristina são controladas devido a sua toxidade. Embora a vimblastina e a vincristina são semelhantes em estrutura, as duas substância produzem efeitos diferentes. A vincristina é considerada um pouco superior à vimblastina no tratamento do linfossarcoma. A raiz de C. roseus contém outro alcaloide, a alstonina, que tem um efeito calmante e que é capaz de reduzir a pressão arterial.

### Uso para a medicina alternativa
A vinda-de-madagáscar é muito usado na medicina alternativa de vários países do mundo. Na medicina tradicional chinesa, a espécie tem sido usada para o tratamento de diversas doenças, além de planta ornamental, onde seus extratos têm sido usados para tratar alguns tipos de doenças, incluindo diabetes, malária e a  doença de Hodgkin. Na Índia suas folhas eram utilizadas para tratamento de picadas de vespa. No Havaí, esta planta era fervida em água, dando origem a um cataplasma que era utilizada na paralisação de hemorragias.

### Proibições de uso
Os conflitos históricos de indígenas, o uso como alucinógeno, uso recente da vinca-de-madagáscar como patente sobre medicamentos derivados por empresas de fabricação de medicamentos levou a acusações de biopirataria. No estado americano da Luisiana, segundo a lei estadual de nº 159, foi-se proibido o cultivo, a posse e a venda da vinca-de-madagáscar por seu risco se consumida via oral e pelo seu poder alucinógeno.

## Conservação
Como são necessárias mais de uma tonelada de exemplares da vinca-de-madagascar para se obter uma pequena quantidade de alcaloides, esta planta vem sendo comumente observada. Por causa do desmatamento e a fragilidade a doenças a vinca-de-madagáscar foi classificada como vulnerável pela IUCN. Um estudo feito pela Botanic Gardens Conservation International provou que 50% dos medicamentos químicos naturais são provindos das plantas medicinais das quais estão em perigo de desaparecerem da terra, entre elas esta a vinca-de-madagáscar. A descoberta dos alcaloides nessa planta demostra a grande importância da conservação e do estudo da fauna selvagem que a cada ano se torna mais ameaçado.

## Cultivos

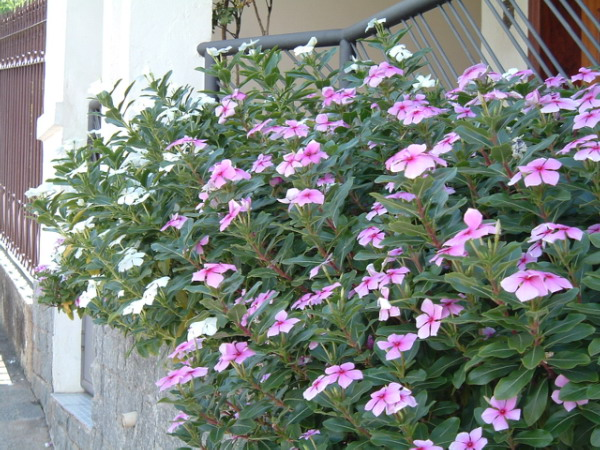
Cultivo de Catharanthus roseus no Brasil.

A espécie é muito cultivada pela medicina alternativa e também com planta alternativa. A vinca-de-madagáscar é uma planta muito rústica e pouco exigente, por esses motivos pode ser cultivada em quase todo o mundo onde se apresenta um clima tropical e subtropical. O cultivo deve ser feito em um solo fértil e deve ser regado ocasionalmente, pois a vinca-de-madagáscar é bem resistente a seca e aguenta até um ano com pouca água. Ela é geralmente usada nas decorações de jardins, em maciços, vasos, bordaduras e jardineiros. O período de aparecimento das flores estende-se por todo o ano. Apesar de ser um bela planta, a vinca-de-madagáscar é geralmente trocada por períodos de dois anos, isso é feito porque ela perde sua beleza com o passar dos anos.

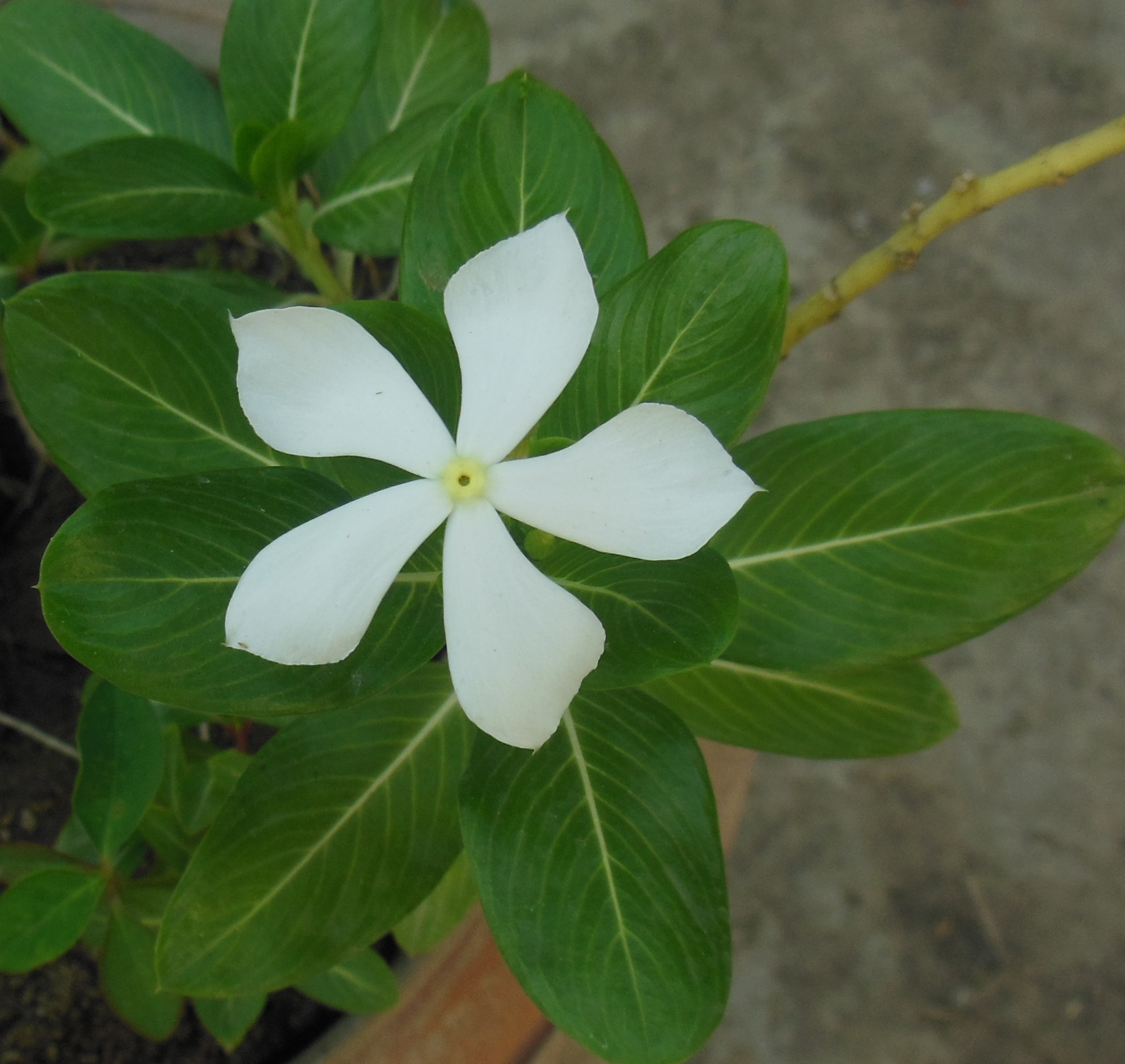
Branco Catharanthus roseus

## Parasitas

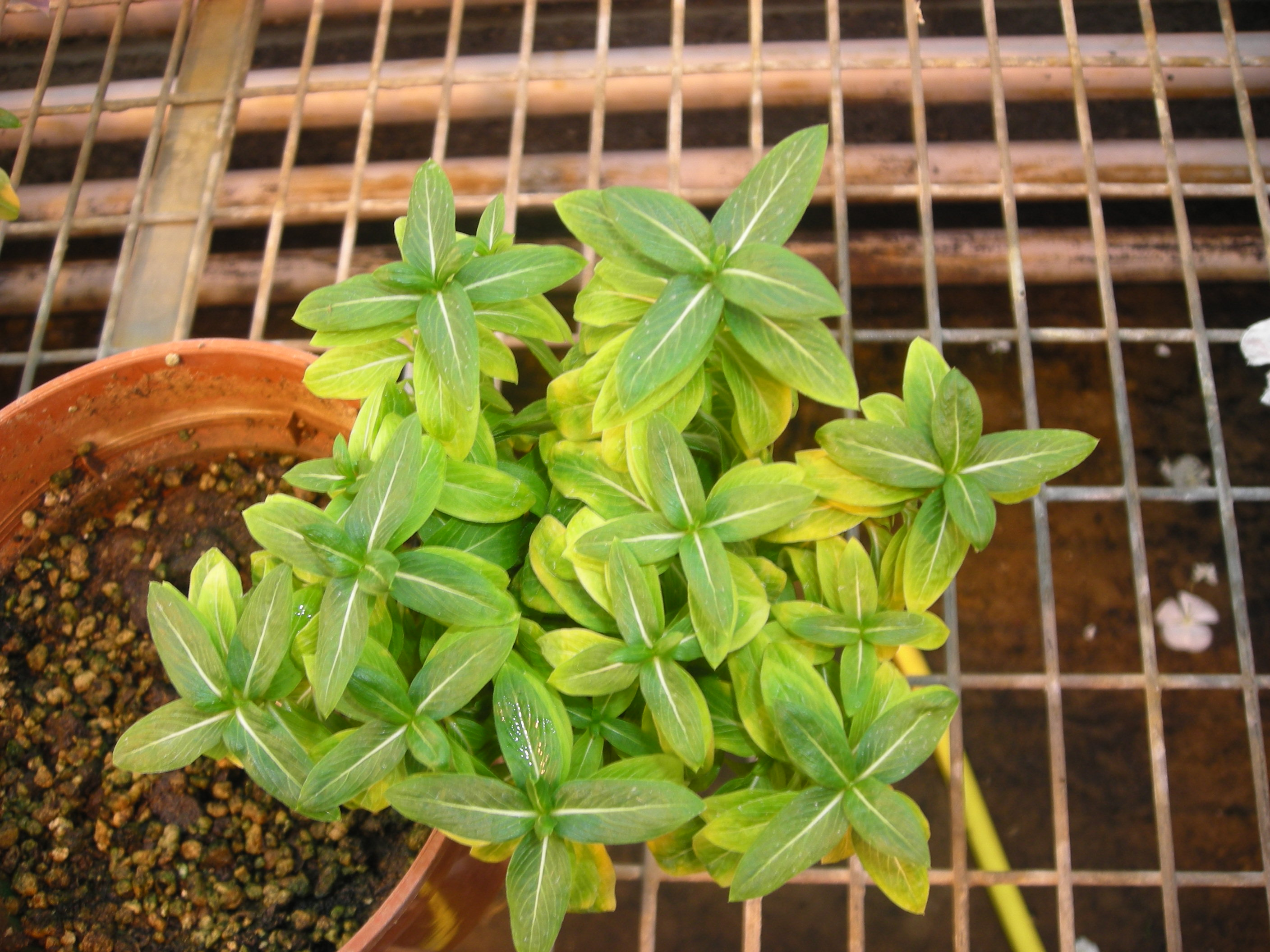
Sintoma de infecção numa muda de C. roseus parasitada por fitoplasmas.

Apesar de produzir muitas substâncias tóxicas que a protegem da maioria dos parasitas, a vinca-de-Madagáscar é vulnerável aos rhizoctonia que compreende uma família de fungos geralmente parasitas que habitam os solos de quase todo o mundo. Especificamente a espécie Rhizoctonia solani tem causado preocupação quando relacionado a vinca-de-madagáscar. Esse parasita que habita solos férteis que tenham muita umidade ataca geralmente plantas ornamentais como a vinca-de-madagáscar causando sintomas conhecidos como tombamento (em inglês: Damping off). O sintoma grave é o escurecimento e amolecimento das sementes. Isso pode fazer com que a nova planta proveniente de uma semente infectada morra antes mesmo de sair do solo. Se caso a planta vir a nascer, logo depois ela entra em um estado de apodrecimento e morre.
Além da catharanthus roseus, o R. solani infecta várias outras plantas ornamentais causando o efeito damping off o que faz com que o caule da planta apodreça e se desmanche causando a morte da planta. O R. solani tem um período de vida de mais de três anos nos sementes infectadas. Seu grande período de vida seja ele no solo ou nos restos dos vegetais faz com que o combate a esse fungo seja difícil. Uma pesquisa no ano de 2002 feita pela Universidade Federal da Bahia no estado da Bahia no Brasil provou a existência de fungos parasitas na vinca-de-madagáscar, são eles:
- Aspergillus niger;
- Chaetomium globosum;
- Curvularia lunata;
- Fusarium solani;
- Lasiodiplodia theobromae;
- Penicillium sp.;
- Pestalotia sp.;
- Rhizoctonia solani;
- Rhizopus stolonifer;
- Trichoderma sp.;

Outros pesquisadores também apontam o R. solani como o causador do apodrecimento da base da haste de gladíolo, sibipiruna e de algumas estacas de Azálea